# Атанасијев симбол вјере
Атанасијев симбол вјере је древни хришћански симбол вјере из 6. века.

## Ауторство
Ауторство Светог Атанасија Великог је први пут доведено у питање 1642. године у делу холандског калвинисте Г. Воса. Ово мишљење су подржали многи научници.
Символ вере је западног порекла. Састављен је на латинском, појавио се на грчком не раније од 13. века. Тренутно постоји много хипотеза о ауторству символа. Међу могућим ауторима помињу се свети Иларије Пиктавијски (4. век), свети Јевсевије, епископ Веркела (4. век), Викентије Лерински (5. век), исповедник Вигилије, епископ Тапаски (око 500), али питање ауторства симбола није решено.
Откриће 1940. године раније непознатог дела Викентија Леринског, чији је језик у многоме сличан језику символа Атанасјевог, дало је повод за верзију да је симбол припадао Викентију Леринском или његовим ученицима. Непознато је и време када се симбол појавио. Бројни истраживачи су предложили датуме „не раније од 430. године“, „период пре појаве несторијанства“ и „533. Символ се не може приписати ери Светог Атанасија, јер јасно указује на происхођење Светог Духа „и од Сина“ (формула каснијег порекла, унета у Западни Символ вере од стране Сабора у Толеду 589. године).
Најранији рукопис који садржи „Куицумкуе вулт“ је рукопис „проповеди Цезара од Арла под именом Светог Атанасија“. Налази се у епархијској библиотеци у Келну. Рукопис датира из 9. века.
Први спомени на Истоку датирају из 12. века. У Требнику кијевског митрополита Петра Могиле, Атанасјев символ вере на црквенословенском (без наслова) је уврштен у „Наредбу како да се од Јевреја, или од расколника, или од јеретика, узме старешинство оних који га имају, који не верују у Свету Тројицу, једносушну и нераздељиву“; а у истом Требнику, већ под именом „Атанасјев“, Символ вере је уврштен у „Молитвену службу за избављење болесног од преплављења и насиља нечистих духова и заветних молитава истих злих духова“ ; у оба случаја уноса Символа у текст Бревијара, изостаје „од Сина“, односно филиокве, фраза „Дух Свети није створен, није створен, не рођен, него исходи“.
Митрополит ростовски Димитрије веровао је да Символ припада Светом Атанасију и писао је:
Колико има символа? - Два:
- 1) Никео-цареградски и
- 2) Свети Атанасије, Патријарх александријски[4].

## Литургијска употреба
Пракса литургијске употребе „Куицумкуе вулта“ датира око 9. века.
Текст Атанасијевог Символа вере користи се у богослужењу Римокатоличке цркве као део Литургије часова. Поред тога, користи се у англиканским службама. У Православној Цркви се не користи Атанасјевски символ вере.
АТАНАСИЈЕВ СИМБОЛ ВЕРЕ
1. Да би ко био спасен: пре свега, неопходно је да држи васељенску веру.
2.Ко не сачува ову веру целовиту и неискварену, сигурно ће пропасти за вечност.
3.А васељенска вера је ова: да обожавамо једнога Бога у Тројици и Тројицу у Јединству;
4.Не мешајући Лица, нити пак делећи суштину.
5.Јер једно је лице Оца: друго Сина: и друго Светога Духа.
6.Али Божанство Оца, Сина и Светога Духа је једно: једнако у слави и вечном величанству.
7.Као што је Отац: такав је и Син: и такав је и Свети Дух.
8.Отац није створен: Син није створен: и Свети Дух није створен.
9.Отац је безграничан: Син је безграничан: и Свети Дух је безграничан.
10.Отац је вечан: Син је вечан: и Свети Дух је вечан.
11.Па ипак, нису три вечна, већ је један вечан.
12.Као што нису ни три нестворена: нити три безгранична: већ је један нестворен и један безграничан.
13.Тако, као што је Отац свемоћан: Син је свемоћан: и Свети Дух је свемоћан.
14.Па ипак нису три свемоћна, већ је један свемоћан.
15.Тако је Отац Бог: Син је Бог: и Свети Дух је Бог.
16.Па ипак нису три Бога: већ је један Бог.
17.Тако, као што је Отац Господ: Син је Господ: и Свети Дух је Господ.
18.Па ипак нису три Господа: већ је један Господ.
19.Јер као што нам налаже хришћанска истина: да признајемо свако Лице по себи као Бога и Господа:
20.Тако нам васељенска вера брани: да кажемо, три су Бога, или три Господа.
21.Отац није ни од чега начињен: нити је створен, нити је рођен.
22.Син је једино од Оца: није начињен, нити је створен: већ је рођен.
23.Свети Дух је од Оца (и од Сина): није начињен, нити је створен, нити је рођен: већ проистиче.
24.Тако је један Отац, а не три Оца: један Син, а не три Сина: један Свети Дух, а не три Света Духа.
25.И у овој Тројици, ниједан није пре или после другога: ниједан није већи или мањи од другога.
26.Већ су сва три Лица заједно вечна и једнака.
27.Тако да у свим стварима, као што је већ речено: треба обожавати Јединство у Тројици и Тројицу у Јединству.
28.Зато онај који би био спасен, мора овако разумети Тројицу.
29.Надаље, неопходно је за вечно спасење: да такође исправно верује у утеловљење нашега Господа Исуса Христа.
30.Јер права вера, у коју верујемо и коју исповедамо јесте: да је наш Господ Исус Христос, Син Божји, Бог и човек.
31.Бог, по суштини Оца; рођен пре свих векова: и човек, по суштини мајке, рођен у свету.
32.Савршени Бог: и савршени човек, резумне душе и људскога тела.
33.Једнак Оцу, по своме Божанству: и мањи од Оца по својој људскости.
34.Који, иако је Бог и човек; ипак није два, већ један Христос.
35.Један; не зато што се Божанска природа преобратила у тело: већ зато што је Бог преузео људску природу на себе.
36.Један, не кроз мешање суштина: већ кроз јединство Особе.
37.Јер као што су разумна душа и тело један човек: тако су Бог и човек један Христос;
38.Који је патио ради нашега спасења: сишао у Ад: и трећег дана васкрсао из мртвих.
39.Он се вазнео на Небеса, и седи с десне стране Оца свемогућега.
40.Одакле ће доћи поново да суди живима и мртвима.
41.О чијем доласку ће сви људи устати поново у својим телима;
42.И одговарати за своја дела. 
43. И они који су чинили добро отићи ће у живот вечни: а они који су чинили зло, у вечни огањ.
44.Ово је васељенска вера: онај који не верује истински у њу, не може бити спасен.